# Dolichomitus kriechbaumeri
Dolichomitus kriechbaumeri är en stekelart som först beskrevs av Schulz 1906.  Dolichomitus kriechbaumeri ingår i släktet Dolichomitus och familjen brokparasitsteklar. Inga underarter finns listade i Catalogue of Life.